# Chronologie des Juifs en Pologne
 (octobre 2020).
Si vous disposez d'ouvrages ou d'articles de référence ou si vous connaissez des sites web de qualité traitant du thème abordé ici, merci de compléter l'article en donnant les références utiles à sa vérifiabilité et en les liant à la section « Notes et références ».
La Chronologie de l'histoire des Juifs en Pologne retrace l'histoire des juifs en Pologne depuis la fin du Xe siècle jusqu'à aujourd'hui,.
- 965 - 966 : Un marchand juif d'Espagne, Ibrahim Ibn Jaqub (Abraham fils de Jacob) voyage à travers la Pologne et rédige la première description du pays. Les commerçants juifs, d'origine gréco-romaine ou moyenne-orientale, sont très actifs en Europe centrale.
- 1085 : Un savant juif, Jehuda ha-Kohen, mentionne une communauté établie dans la ville de Przemyśl
- 1096 : Le premier grand mouvement migratoire des Juifs vers la Pologne débute avec les Croisades. Le départ de ce pèlerinage armé de l'Europe de l'Ouest est accompagné de nombreux massacres de communautés juives. Les historiens estiment que la France et l'Allemagne ont perdu alors près du tiers de leurs Juifs dont  un grand nombre s'est réfugié alors en Pologne où les rois et les ducs, voulant accélérer le développement de villes, les accueillent et les autorisent à constituer des kehillot (communautés juives).
- 1206 : Le prince de la Grande Pologne Mieszko III, donne aux Juifs en gérance la douane et l'hôtel des monnaies de Gniezno. Ces monnaies portent des inscriptions en hébreu et en polonais, le nom du souverain « Król Mieszko ».
- 1264 : Le prince de Pologne Bolesław le Pieux proclame la Charte de Kalisz qui accorde aux Juifs de Pologne le droit de pratiquer le commerce, de circuler librement dans tout le royaume, de pratiquer librement leur religion, à s'auto-administrer au sein de leurs communautés (kehillot) et le droit à la sûreté personnelle et celle de leurs biens. L'article 20 condamne lourdement la maltraitance des Juifs, toute personne reconnue coupable de meurtre d'un Juif est condamné à mort et voit ses biens confisqués. Les Juifs sont considérés comme servi camerae - une part du trésor royal et toute action contre les Juifs est alors considérée comme un acte contre le pouvoir royal.
- 1320 : Le glaive du couronnement des rois de Pologne, utilisé la première fois pendant le couronnement de Władysław I Łokietek, porte une inscription en hébreu et en caractères latins : « Une foi profonde est réveillée par les noms de Dieu Sedalai et Ebrehel ». La suite est en latin : « Celui qui portera le nom de Dieu sur lui ne risquera aucun danger ». Cet épée de couronnement des rois de Pologne, appelé Szczerbiec, aurait appartenu au premier roi de Pologne; Bolesław 1er.
- 1335 : Fondation de la ville Kazimierz aux portes de Cracovie, alors la capitale. Cette ville administrée par la communauté juive est entourées de murailles et se développe d'une façon autonome pendant des siècles.
- 1343 : Persécutés en Europe occidentale, les Juifs sont invités en Pologne par le roi Kazimierz III. Après l'expulsion massive des juifs d’Europe de l’Ouest (Angleterre, France, Allemagne et Espagne), la république des Deux Nations devient un refuge pour eux
- 1348 : Des édits des rois polonais garantissent la sécurité et la liberté de culte depuis le XIIIe siècle alors que l'Europe occidentale est le théâtre de persécutions, en particulier après l'épisode de la peste noire de 1348-1349 dont les Juifs sont accusés d'être les vecteurs. Le roi Kazimierz IV Jagiellon accorde aux Juifs des privilèges dits « de Cracovie » (qui annulent les décisions canoniques édités par le pape) Il est désormais interdit de convoquer les Juifs devant les tribunaux religieux (catholiques) et seul le prince peut juger. Les palatins doivent protéger les Juifs devant l'oppression des ecclésiastiques. Des accusations mensongères sont punissables de la peine capitale.
- 1550 : Sous la dynastie Jagellone, la république des Deux Nations devient le territoire de la plus grande communauté juive du monde. Des Juifs expulsés de France, d'Espagne, du Portugal, des villes allemandes, se réfugient en Pologne. À cette époque 80 % de la population juive du monde vit sur le territoire polonais.
- 1525 : Le roi Zygmunt Ier est le premier souverain chrétien à accorder un titre de noblesse à un juif sans exiger qu'il renie sa foi.
- 1532 : Les Juifs obtiennent le droit de commerce dans tout le Royaume
- 1534 : Le roi  Zygmunt Ier abolit la loi qui imposait aux Juifs le port des signes distinctifs.
- 1534 : Création de la première imprimerie juive à Kazimierz (des frères Samuel, Aszer et Eljiakim, fils de Chaïm de Halicz)
- 1554 : Fondation de la première imprimerie juive en hébreu à Lublin. En 1559 elle obtient du roi le monopole d'impression.
- 1567 : Fondation de la première yeshiva de Pologne.
- 1576 : Le roi Stefan Batory édite une loi condamnant sévèrement les accusations portées contre les Juifs pour l'homicide des enfants et la profanation des hosties.
- 1580 : Première réunion du Conseil des Quatre Pays (Va'ad Arba' Aratzot) à Lublin (son nom se réfère aux quatre régions polonaises principales: Grande-Pologne, Petite-Pologne, Ruthénie et Volhynie-Podolie). Basée sur l'organisation très performante des communautés juives (kehillot) — terme désignant à la fois l'administration de la commune et les membres de la communauté — et sur différentes institutions préexistantes traitant de l'administration, de la justice, du fait religieux et de l'assistance aux nécessiteux, la communauté juive constitue ainsi son propre organe législatif. C'est une sorte de parlement composé de 30 membres et deux deux comités, un religieux et un laïc. Les Juifs sont considérés comme un cinquième état, à côté du clergé, de la noblesse terrienne, des bourgeois, et de la paysannerie. Le Conseil des Quatre Pays est reconnu par le roi de Pologne.

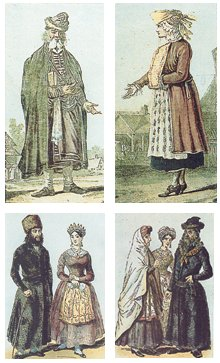
Costumes de Juifs de Pologne aux.

- 1622 : Les communautés juives du grand-duché de Lituanie se retirent du Conseil des Quatre Pays, et constituent leur organe propre, le Conseil du Pays de Lituanie. Cette date marque la scission entre judaïsme litvak et judaïsme poliak.
- 1632 : Dans le contexte de la contre-Réforme, le roi Władysław IV Vasa interdit les livres ou toute impression à caractère antisémite.
- 1633 : Les Juifs de Poznań obtiennent le droit d'interdire l'entrée des non-juifs dans le quartier juif de la ville.
- 1648 : La population juive polonaise atteint 450 000 personnes (4,5 % de la population totale). La population juive mondiale est évaluée à 750 000 personnes.
- 1648 : Durant le soulèvement de Khmelnytsky, les Cosaques massacrent la noblesse polonaise ainsi que la communauté juive que les nobles polonais protègent : c'est le premier pogrom perpétré par des chrétiens orthodoxes. La perte totale pour la communauté est évaluée à 100 000 personnes
- 1655 : L'invasion et l'occupation suédoise passé dans l'histoire sous le nom du déluge rajoute des massacres.
- 1750 : La population juive de Pologne atteint 750 000 personnes soit 8 % de la population totale. La population juive mondiale est évaluée à 1 200 000 personnes.
- 1759 : Les adeptes de Jacob Frank se convertissent et rejoignent les rangs de la noblesse polonaise.
- 1772 : Premier partage de la Pologne
- 1791 : Création de la Zone de Résidence à laquelle sont circonscrits tous les Juifs de l'Empire russe.
- 1795 : Troisième partage de la Pologne entre la Russie, la Prusse et l'Autriche. La Pologne cesse d'exister. Les privilèges des communautés juives sont révoqués.
- 1800 : La population juive atteint 2 000 000 en Europe orientale.
- 1831 : Des Juifs prennent part à la défense de Varsovie insurgée contre l'armée impériale russe.
- 1864 : Les Juifs participent à l'insurrection polonaise de janvier.
- 1862 : De nombreux aristocrates polonais confient aux Juifs la gestion de leurs biens.
- 1881 : Les Juifs sont accusés de l’attentat contre le tsar Alexandre II. Les pogroms encouragés par le gouvernement russe s'ensuivent.
- 1914 : La Première Guerre mondiale.
- 1917 : La Révolution bolchevique et la guerre civile russe
- 1918 : La Pologne recouvre son indépendance
- 1920 : L'invasion bolchevique de la Pologne.
- 1914-1921 : les guerres ravagent les anciens territoires polonais. Les Juifs vivant sur ces terres notamment parmi la jeunesse du « Bund », prennent parti pour le bolchevisme, qui promet la fin des discriminations sur critère religieux, et une totale égalité de tous les citoyens (« Yiddishland révolutionnaire ») : cela aura pour conséquence des persécutions contre les juifs dans les pays ennemis de la Russie bolchévique, et l'émergence, parmi les Russes blancs et les nationalistes de tous pays, du mythe du « judéo-bolchévisme » (qui sera plus tard largement exploité par les nazis et leurs satellites).
- 1921 : Traité de paix polono-bolchevik de Rīga. Les citoyens des territoires disputés (correspondant en gros à la zone de Résidence) se voient attribuer le droit de choisir leur territoire. De nombreux Juifs communistes choisissent la Russie bolchevique (beaucoup le regretteront lorsque l'antisémitisme stalinien émergera), au moins autant sinon davantage émigrent vers la Pologne, en particulier les Juifs religieux attachés à leur foi, et les artisans, boutiquiers ou négociants dont les commerces ont été nationalisés par les Bolsheviks.
- 1924 : 2 989 000 Juifs sont recensés en Pologne (10 % de la population). Les jeunes juifs représentent 23 % des étudiants des lycées et 26 % des étudiants universitaires, ce qui pousse les nationalistes et les antisémites à réclamer des numerus clausus. Il en était de même dans les autres pays de l'Est européen, alors qu'en URSS rien de tel n'existait, l'« ascenseur social » soviétique était ouvert à tous pourvu qu'ils soient communistes et athées.
- 1935 : La mort de Józef Piłsudski marque la recrudescence des actes antisémites
- 1936 : émeute antisémite à Przytyk.
- 1933 - 1939 : Persécutés par les nazis, les Juifs allemands tentent d'émigrer, mais presque tous les pays leur ferment leurs frontières, y compris le Royaume-Uni et les États-Unis. Quelques-uns trouvent refuge en Pologne
- 1939 - 1945 : Dans toute l'Europe sous domination nazie a lieu l'extermination des juifs, aussi appelée Shoah (« destruction, malheur majeur, catastrophe ») ou Holocauste. En Allemagne nazie et en Pologne occupée, le génocide sera industrialisé.
- 1943 : Soulèvement du ghetto de Varsovie
- 1944 : Staline installe en Pologne un gouvernement communiste dont la majorité des membres est juive. Débutent des repressions contre la résistance polonaise.
- 1946 : Pogrom de Kielce, des Juifs rescapés et rapatriés sont assassinés par des Polonais
- À partir de 1948 : Des centaines de milliers de juifs, dont des dizaines de milliers de survivants de la Shoah, quittent la Pologne et les autres pays de l'Est (URSS comprise) pour Israël et les États-Unis.
- 1947 : Création de l'Institut historique juif
- 1964 : Les relations Juifs/Chrétiens prennent un nouveau départ avec le concile Vatican II.
- 1968 : à la suite de la Guerre des Six Jours, le régime communiste mène une campagne antisémite en Pologne. La plupart des Juifs restés en Pologne émigrent.
- 1979 : Création d'une Université juive volante clandestine à Varsovie notamment par Konstanty Gebert et Stanisław Krajewski, intellectuels du renouveau de la vie juive
- 1981 : Création d’un Comité citoyen pour la préservation des cimetières et des monuments de la culture juive, première organisation vouée à la préservation du patrimoine juif légalisée depuis 1950
- 1988 : À Cracovie, Janusz Makuch et Krzysztof Gierat organisent le premier Festival de la culture juive, marquant le début du renouveau de la culture et de la musique juive, en particulier klezmer, à travers ses festivals organisés dans plus de quarante villes[3].
- 1993 : L’Union des communautés juives de Pologne est enregistrée comme héritière légale des communautés juives d’avant-guerre, ce qui permet la réimplantation de plusieurs communautés juives en Pologne en particulier à Varsovie, Cracovie, Gdańsk et Wrocław.
- 2004 : Le Festival annuel célébrant la culture yiddish et Isaac Bashevis Singer est organisé pour la première fois à Varsovie par la Fondation Shalom.
- 2013 : Le Musée de l'Histoire des Juifs polonais est inauguré.